# Internazionali Femminili di Palermo 2012
Gli Internazionali Femminili di Palermo 2012 (conosciuti anche come Snai Open) sono stati un torneo femminile di tennis giocato sulla terra rossa. È stata la 25ª edizione degli Internazionali Femminili di Palermo, che fa parte della categoria International nell'ambito del WTA Tour 2012. Si è giocato a Palermo in Italia, dal 9 al 15 luglio 2012.

## Partecipanti

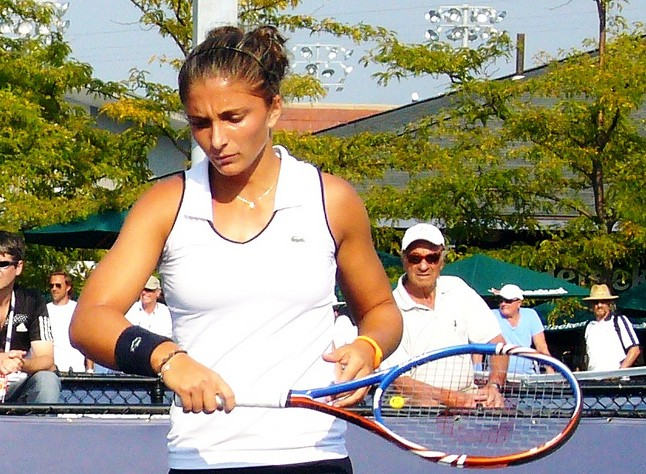
Sara Errani

### Teste di serie
| Giocatrice                 | Nazionalità | Ranking* | Testa di serie |
| -------------------------- | ----------- | -------- | -------------- |
| Sara Errani                | Italia      | 10       | 1              |
| Roberta Vinci              | Italia      | 23       | 2              |
| Julia Görges               | Germania    | 24       | 3              |
| Anabel Medina Garrigues    | Spagna      | 28       | 4              |
| Carla Suárez Navarro       | Spagna      | 40       | 5              |
| Polona Hercog              | Slovenia    | 46       | 6              |
| Alizé Cornet               | Francia     | 60       | 7              |
| Barbora Záhlavová-Strýcová | Rep. Ceca   | 62       | 8              |

- Ranking al 25 giugno 2012.

### Altre partecipanti
Giocatrici che hanno ricevuto una Wild card:
- Nastassja Burnett
- Maria Elena Camerin
- Anastasia Grymalska

Giocatrici passate dalle qualificazioni:

- Estrella Cabeza Candela
- Dia Evtimova
- Katalin Marosi
- Valentina Ivachnenko

## Campionesse

### Singolare
Sara Errani ha sconfitto in finale  Barbora Záhlavová-Strýcová per 6-1, 6-3.
- È il sesto titolo in carriera per la Errani, il quarto del 2012.

### Doppio
Renata Voráčová /  Barbora Záhlavová-Strýcová hanno battuto in finale la coppia  Darija Jurak /  Katalin Marosi con il punteggio di 7–6(5), 6-4.